# Stenopsyche himalayana
Stenopsyche himalayana är en nattsländeart som beskrevs av Martynov 1926. Stenopsyche himalayana ingår i släktet Stenopsyche och familjen Stenopsychidae. Inga underarter finns listade i Catalogue of Life.